# Xian de Ningqiang
Le xian de Ningqiang (宁强县 ; pinyin : Níngqiáng Xiàn) est un district administratif de la province du Shaanxi en Chine. Il est placé sous la juridiction de la ville-préfecture de Hanzhong. La rivière Han prend sa source dans le district.

## Démographie
La population du district était de 329 561 habitants en 1999.